# Si Racha
Si Racha (in thailandese: ศรีราชา, trascritto anche Sri Racha) è una città minore (thesaban mueang) della Thailandia di 24 127 abitanti (2018). È situata nel gruppo regionale della Thailandia Centrale e il suo territorio è compreso nel distretto di Si Racha, in provincia di Chonburi. È famosa per essere il luogo di origine della salsa sriracha, che ha preso il nome dalla città.

## Geografia

### Territorio
Si Racha si affaccia sulla costa orientale della baia di Bangkok. Confina con la municipalità di Chaophraya Surasak verso sud-sud-est, che a sua volta fa parte del distretto di Si Racha. Si trova 31 km di strada a nord di Pattaya e 112 km a sud-est del centro di Bangkok. I dintorni della città presentano dei rilievi montuosi, in particolare verso nord-est si erge il massiccio del Khao Khiao.

### Clima
Secondo i dati raccolti dalla stazione meteorologica della vicina Laem Chabang, la temperatura media mensile massima è di 33,3° ad aprile, durante la stagione secca, con un picco di 39° registrato a dicembre e a gennaio, mentre la media mensile minima è di 31,2° a settembre, nella stagione della piogge, con un picco di 14° a dicembre. La media massima mensile delle precipitazioni piovose è di 247,3 mm in settembre, nella stagione delle piogge, con un picco giornaliero di 176,5 mm in gennaio. La media minima mensile è di 8.2 mm in dicembre. La stagione fresca va da novembre a gennaio, quella secca da febbraio a maggio e quella delle piogge da maggio a ottobre.

## Storia
La municipalità fu creata come città di sottodistretto (thesaban tambon) nel 1945 e nel 1995 ottenne lo status di città minore (thesaban mueang).

## Luoghi d'interesse
Nei pressi della città si trova uno stabilimento termale con sorgenti di acqua calda. Dal porto di Si Racha partono le barche che collegano in 40 minuti l'isola di Ko Si Chang alla terraferma. È l'isola più vicina a Bangkok e ha diverse attrattive turistiche, viene spesso visitata da turisti provenienti da Pattaya e dalla capitale.